# Carl Siegemund Schönebeck
Carl Siegemund Schönebeck (Lübben, 26 d'octubre de 1758 - segle xix) fou un violoncel·lista i compositor alemany. La major part de les seves obres es van perdre. Les que ens han arribat deixen una impressió d'originalitat i recorden Ludwig van Beethoven.

## Biografia
Schönebeck hauria d'haver estat cirurgià, tal i como volien els seus pares, però es va sentir tan atret per la música que en va rebre classes de la mà del cap del gremi de músics de Lübben ja a partir dels 14 anys. Malgrat els molts anys d'estudi, que va continuar més tard a Grünberg, una ciutat de Silèsia, Schönebeck va aprendre a tocar diversos instruments de vent i el violí de forma bàsicament autodidacta. Quan un virtuós del violoncel va arribar a Grünberg, la seva manera de tocar el va impressionar tant que va aprendre a tocar sol i pel seu compte un instrument que era completament nou per ell.
Al cap de només dos anys, l'orquestra del compte von Dohna, de la ciutat silesiana de Kotzenau va acollir el jove violoncel·lista. L'any 1780, va passar a dirigir el gremi de músics de Sorau, a la Baixa Lusàcia. A fi de perfeccionar el seu domini de l'instrument, va viatjar a Potsdam, on va poder sentir el virtuós francès Jean-Louis Duport, i a Dresden, per tal de tocar amb un altre francès, el violoncel·lista Jean-Balthasar Tricklir.
L'any 1787, Schönebeck va passar a formar part de l'orquestra del duc de Curlàndia, a la ciutat silesiana de Sagan. Quatre anys més tard, va entrar al servei del compte Truchseß de Waldburg, a prop de Königsberg, Prússia. Hi va romandre dos anys fins que es va traslladar a Königsberg per tocar-hi a l'orquestra com a violoncel·lista i a l'església com a organista. Quatre anys més tard, Schönebeck i la seva dona van intentar establir-se de nou a Lübben com a agricultors, però sense èxit.
El violoncel·lista es va dedicar a compondre i a donar classes de música a la seva ciutat natal. L'any 1800 va presentar les seves pròpies obres a Leipzig.
No se sap en quin any va morir. En el quart tom del seu diccionari de músics i compositors "Neues Lexikon der Tonkünstler" publicat l'any 1814, Ernst Ludwig Gerber el descriu com un mestre encara viu, encara que altres fonts daten la seva mort l'any 1096.

## Obres
Schönebeck va compondre operetes, obres per a duos de dos violoncels i també de violoncel i viola, per a quartets i també concerts per a violoncel, per a flauta, per a corn, i per a clarinet. La major part d'aquestes obres s'ha perdut.